# Selle-en-Luitré
Selle-en-Luitré é uma comuna francesa na região administrativa da Bretanha, no departamento Ille-et-Vilaine. Estende-se por uma área de 7,26 km². Em 2010 a comuna tinha 632 habitantes (densidade: 87,1 hab./km²).